# Historia monachorum in Aegypto
L'Historia monachorum in Aegypto est le récit d'un voyage parmi les moines égyptiens effectué pendant l'hiver 394/395 par un groupe de sept pèlerins, raconté ensuite à la communauté monastique de Mélanie la Jeune et Rufin d'Aquilée au Mont des Oliviers à Jérusalem. Les voyageurs, qui apparaissent dans certains passages comme latinophones, appartenaient sans doute à cette communauté. L'auteur, apparemment le guide du groupe, ne se nomme pas. L'historien Sozomène (Histoire ecclésiastique, VI, 29) attribue un texte similaire à l'évêque Timothée d'Alexandrie, mais ce ne peut pas être le même (ce prélat est mort dix ans auparavant). Edward Cuthbert Butler (éditeur de l'Histoire lausiaque en 1898) a supposé qu'il avait fait une confusion avec un diacre Timothée d'Alexandrie mentionné en 412, mais c'est une simple conjecture. 
Le texte nous est parvenu (entre autres) dans une version grecque et une version latine, cette dernière certainement due à Rufin d'Aquilée. Les deux versions sont quelque peu différentes. Butler et Festugière ont établi, contre des hypothèses antérieures, que le texte latin était bien une traduction un peu libre de l'original grec, que Rufin lisait peut-être sous une forme légèrement différente de celle qui nous est parvenue. Le texte grec, diversement présenté selon les manuscrits, apparaît souvent mêlé à l'Histoire lausiaque, les différents chapitres consacrés aux anachorètes (en général 26) étant intégrés à l'autre texte. Il existe également des versions anciennes en syriaque et en arménien, et une partie du premier chapitre (consacré à saint Jean de Lycopolis) est conservée en copte.

## Éditions
- André-Jean Festugière, Historia monachorum in Aegypto, Bruxelles, 1961 (texte grec) ; trad. Les moines d'Orient, IV/1, Paris, 1964, réimp. avec la trad. et des index, Bruxelles, 1971.
- Paul Devos, « Fragments coptes de l'Historia monachorum (S. Jean de Lycopolis) », Analecta Bollandiana 87, 1969, p. 417-440.